# Afrikanisches Rotwangenhörnchen
Das Afrikanische Rotwangenhörnchen (Funisciurus leucogenys) ist eine Hörnchenart aus der Gattung der Rotschenkelhörnchen (Funisciurus). Es kommt in Teilen von West- und Zentralafrika vor.

## Merkmale
Das Afrikanische Rotwangenhörnchen erreicht eine durchschnittliche Kopf-Rumpf-Länge von 18,1 bis 22,5 Zentimetern, der Schwanz ist 15,1 bis 17,8 Zentimeter lang. Das Gewicht beträgt etwa 170 bis 300 Gramm. Die Hinterfußlänge beträgt 49 bis 54 Millimeter, die Ohrlänge 18 bis 21 Millimeter. Es handelt sich um ein mittelgroßes Hörnchen mit einem graubraunen bis braunschwarzen Rückenfell. Die Schultern sind gelbbraun und auf den Körperseiten besitzen die Tiere je einen weißlich gelben Seitenstreifen, der sich teilweise in Flecken auflöst. Das Bauchfell ist blass orangerot. Die Wangen und Teile des Kopfes sind hell orange-rot, auf der Kopfoberseite sind die Tiere schwarz gesprenkelt. Die Ohren sind abgerundet und an der Außenseite schwarz gefärbt, häufig haben sie einen dunklen Fleck hinter den Ohren (Postaurikularfleck). Die Hüften und die Vorderbeine sind grau, die Hinterbeine sind deutlich kräftiger gebaut als die Vorderbeine. Der Schwanz entspricht in seiner Länge etwa 80 % der Kopf-Rumpf-Länge. Er ist buschig mit langen Haaren, auf der Oberseite schwarz oder braun-schwarz mit weißen Haarspitzen und unterseits rot. Die Weibchen haben vier paarige Zitzen (2+2=8).
| 1 | · | 0 | · | 2 | · | 3 | = 22 |
| 1 | · | 0 | · | 1 | · | 3 | = 22 |

Der Schädel hat eine Gesamtlänge von 48,0 bis 52,9 Millimetern und eine Breite von etwa 25,7 bis 29,0 Millimetern. Wie alle Arten der Gattung besitzt die Art im Oberkiefer pro Hälfte einen zu einem Nagezahn ausgebildeten Schneidezahn (Incisivus), dem eine Zahnlücke (Diastema) folgt. Hierauf folgen zwei Prämolare und drei Molare. Die Zähne im Unterkiefer entsprechen denen im Oberkiefer, allerdings nur mit einem Prämolaren. Insgesamt verfügen die Tiere damit über ein Gebiss aus 22 Zähnen. Der knöcherne Gaumen endet am Vorderrand der letzten Molaren.
Das Afrikanische Rotwangenhörnchen ähnelt anderen in der gleichen Region vorkommenden Rotschenkelhörnchen und unterscheidet sich von diesen vor allem durch seine Größe und die Färbung. Das sympatrisch vorkommende Thomas-Rotschenkelhörnchen (Funisciurus anerythrus) hat eine eintönig graubraune Rückenfärbung und der Seitenstreifen löst sich nicht in Einzelflecke auf, die Bauchseite ist grau und es besitzt keine Postaurikularflecke. Das Feuerfußhörnchen (Funisciurus pyrropus) besitzt ebenfalls keinen aufgelösten Seitenstreifen, bei ihm sind die Beine und Füße kräftig rot gefärbt und auch sie besitzen keine Postaurikularflecke.

## Verbreitung
Das Afrikanische Rotwangenhörnchen kommt vom östlichen Ghana östlich des Voltabeckens über Togo, Benin, Nigeria und Kamerun bis in den äußersten Südwesten der Demokratischen Republik Kongo und nach Äquatorialguinea in Mbini und auf der Insel Bioko vor. Nach Kingdon 2013 kommt die Art zudem am Sangha in der Zentralafrikanischen Republik vor.

## Lebensweise
Das Afrikanische Rotwangenhörnchen lebt vor allem in den dichten und gebüschreichen unteren Baumschichten des tropischen Regenwaldes und in Restwäldern der Regenwald-Savanne. Dabei kommt es fast nur in relativ ungestörten bis leicht gestörten Primärwaldgebieten vor. In der Zentralafrikanischen Republik wurden von 19 gefangenen Individuen acht in ungestörten Waldregionen, acht in Baumbeständen des Gilbertiodendron dewevrei und drei im Bereich von Straßen und Waldeinschlägen gefangen. Flusstalwälder im Flachland bis in höhere Lagen werden bevorzugt genutzt, daneben kommen sie auch in extensiv genutzten Plantagen vor.
Über die Lebensweise der Art liegen nur vergleichsweise wenige Informationen vor. Die Tiere sind wie andere afrikanische Hörnchen tagaktiv und leben vor allem in Bäumen, wobei sie die unteren Baumbereiche bevorzugen und nur selten in höhere Bäume vordringen. Sie suchen ihre Nahrung teilweise auch am Boden, in der Regel jedoch auch in den Gebüschen und Bäumen und nutzen dabei unterschiedliche Mikrohabitate des Lebensraums wie Lianen, steinige Uferlinien, Palmen und Wurzelbereich. Sie ernähren sich primär herbivor von Früchten und Samen. Die Nester werden in Baumhöhlen oder im dichten Gesträuch sowie unter Baumwurzeln angelegt und haben in der Regel mehrere Eingänge. Die Kommunikation erfolgt über teilweise stakkato-artige „chatter“.
Eine feste Paarungszeit gibt es nicht und die Weibchen können alle drei bis vier Monate Jungtiere gebären. Die ein bis drei Nachkommen pro Wurf werden in einfachen, mit Gras ausgelegten Nestern in Baumhöhlen und unter Wurzeln geboren, die Hauptwurfzeit erfolgt zum Ende der Trockenzeit oder zum Anfang der Regenzeit.

## Systematik
Das Afrikanische Rotwangenhörnchen wird als eigenständige Art innerhalb der Gattung der Rotschenkelhörnchen (Funisciurus) eingeordnet, die aus zehn Arten besteht. Die wissenschaftliche Erstbeschreibung stammt von dem britischen Zoologen George Robert Waterhouse aus dem Jahr 1842, der die Tiere anhand von Individuen von der zu Äquatorialguinea gehörenden Insel Bioko als Sciurus leucogenys beschrieb.
Innerhalb der Art werden je nach Quelle keine bis vier Unterarten unterschieden. Während Wilson & Reeder 2005 und Thorington et al. 2012 mit der Nominatform drei Unterarten unterscheiden, werden in Kingdon 2013 keine Unterarten und nur vier Farbvarianten herausgestellt. Als Unterarten werden entsprechend die folgenden Formen gelistet:
- Funisciurus leucogenys leucogenys: Nominatform, kommt nur auf der Insel Bioko vor. Die Unterart hat einen reinweißen Bauch und blasse Seitenstreifen.
- Funisciurus leucogenys auriculatus: Diese Unterart wurde vom Benito, heute Mbini, in Äquatorialguinea und aus Mussaka östlich des Kamerunbergs in Kamerun beschrieben. Bei dieser Form sind der Nacken und die Schultern weißlich grau und die Bauchseite ist ganz oder teilweise hell orange-rot. Die Seitenstreifen sind in sieben Reihen heller Punkte aufgelöst, die am Nacken entspringen, zudem sind die schwarzen Haare der Ohren dichter und länger als bei den anderen Unterarten.
- Funisciurus leucogenys oliviae: Die Unterart lebt im größten Teil des Verbreitungsgebietes und kommt mindestens von Nigeria bis Kamerun vor. Die Form hat eine rote Nacken- und Kopffärbung, einen deutlichen dunklen Postaurikularflecken und einen orangefarbenen Bauch.

## Status, Bedrohung und Schutz
Das Afrikanische Rotwangenhörnchen wird von der International Union for Conservation of Nature and Natural Resources (IUCN) als nicht gefährdet („least concern“) gelistet. Begründet wird dies durch das vergleichsweise große Verbreitungsgebiet und die angenommen großen Bestände der Tiere in ihrem Lebensraum, obwohl Sichtungen selten sind. Bestandsgefährdende Risiken für die Art sind nicht bekannt, in Benin wird den Knochen der Hörnchen allerdings medizinische Wirkung zugesprochen und die Schwänze werden als Schmuck genutzt.

## Belege
1. 1 2 3 4 5 6 7 8 9 10 11 12 13 14  Justina C. Ray: Funisciurus leucogenys, Red-Cheeked Rope Squirrel. In: Jonathan Kingdon, David Happold, Michael Hoffmann, Thomas Butynski, Meredith Happold und Jan Kalina (Hrsg.): Mammals of Africa Volume III. Rodents, Hares and Rabbits. Bloomsbury, London 2013, S. 57–58; ISBN 978-1-4081-2253-2.
2. 1 2 3 4 5 6  Richard W. Thorington Jr., John L. Koprowski, Michael A. Steele: Squirrels of the World. Johns Hopkins University Press, Baltimore MD 2012; S. 219–221. ISBN 978-1-4214-0469-1
3. ↑  Peter Grubb: Genus Funisciurus, Rope Squirrels. In: Jonathan Kingdon, David Happold, Michael Hoffmann, Thomas Butynski, Meredith Happold und Jan Kalina (Hrsg.): Mammals of Africa Volume III. Rodents, Hares and Rabbits. Bloomsbury, London 2013, S. 46–48; ISBN 978-1-4081-2253-2.
4. 1 2  Funisciurus leucogenys in der Roten Liste gefährdeter Arten der IUCN 2016-2. Eingestellt von: F. Cassola, 2008. Abgerufen am 16. September 2016.
5. ↑  Funisciurus leucogenys. In: Don E. Wilson, DeeAnn M. Reeder (Hrsg.): Mammal Species of the World. A taxonomic and geographic Reference. 2 Bände. 3. Auflage. Johns Hopkins University Press, Baltimore MD 2005, ISBN 0-8018-8221-4.